# Jerzy (Schaefer)
Jerzy, imię świeckie Paul Schaefer (ur. 25 maja 1960 w Belleville) – biskup Rosyjskiego Kościoła Prawosławnego poza granicami Rosji.

## Życiorys
Ukończył katolicką szkołą średnią, od 1968 do 1972 studiował na Uniwersytecie Południowego Illinois. W 1974 dokonał konwersji na prawosławie w cerkwi Greckiej Prawosławnej Archidiecezji Ameryki w Modesto, przyjmując imię Makarios. W 1975 podjął naukę w seminarium teologiczne Rosyjskiego Kościoła Prawosławnego poza granicami Rosji przy w monasterze Trójcy Świętej w Jordanville. 25 grudnia tego samego roku arcybiskup Awerkiusz (Tauszew) przyjął go w poczet posłuszników tegoż monasteru. W 1979 złożył śluby mnisze w riasofor, zaś w 1980 śluby wieczyste małej schimy, przyjmując imię zakonne Mitrofan na cześć św. Mitrofana z Woroneża. W 1980 ukończył naukę w seminarium.
Z polecenia arcybiskupa Ławra (Szkurły) wyjechał w czerwcu 1981 na górę Athos, gdzie w klasztorze Kutlumus złoży ł śluby mnisze wielkiej schimy, przyjmując imię Jerzy na cześć św. Jerzego Zwycięzcy. W 1986 wrócił do Jordanville, gdzie wykonywał pracę w monasterskiej drukarni. W tym samym roku przyjmował kolejno święcenia diakońskie i kapłańskie. Od 1992 jest redaktorem pisma Orthodox Life. W 1998 otrzymał godność igumena, zaś w 2005 – archimandryty. Od 1994 sprawował obowiązki ekonoma monasteru w Jordanville, zaś od 2007 był jego dziekanem. Przełożył na język angielski zbiór słów Starców Optyńskich.
7 grudnia 2008 miała miejsce jego chirotonia na biskupa Mayfield, wikariusza eparchii wschodnioamerykańskiej i nowojorskiej.
W 2014 został przeniesiony do eparchii Sydney, Australii i Nowej Zelandii jako jej biskup pomocniczy z tytułem biskupa Canberry. Faktycznie służbę w Australii rozpoczął w kwietniu 2015.
17 maja 2022 roku w związku ze śmiercią metropolity Hilariona (Kaprala) został mianowany pełniącym obowiązki zarządcy eparchii australijsko-nowozelandzkiej
21 września 2022 roku mianowany ordynariuszem eparchii australijsko-nowozelandzkiej